# Marțianove (Konopleane), Berezivka
Marțianove (în ucraineană Марціянове) este un sat în comuna Konopleane din raionul Berezivka, regiunea Odesa, Ucraina.

## Demografie
Componența lingvistică a localității Marțianove
     Ucraineană (85,71%)
     Rusă (11,9%)
     Română (2,38%)
Conform recensământului din 2001, majoritatea populației localității Marțianove era vorbitoare de ucraineană (85,71%), existând în minoritate și vorbitori de rusă (11,9%) și română (2,38%).